# Vàng (màu)
 #FFFF00 
Màu vàng (yellow) (cũng gọi là màu Vàng tươi để phân biệt với Vàng kim và Vàng cam) là màu sắc của ánh sáng tác động đều lên hai loại tế bào cảm thụ màu đỏ và tế bào cảm thụ màu lục và rất yếu lên tế bào cảm thụ màu lam của mắt người.
Đa số người thấy màu này khi nhìn vào hình bên.

## Trongquang phổ
Màu vàng là màu của ánh sáng không đơn sắc có bước sóng nằm trong khoảng từ 566nm tới 590 nm.

## Trongphối màu phát xạ
Theo định nghĩa, một số hỗn hợp đều của ánh sáng màu đỏ và xanh lá cây tạo nên cảm giác màu vàng.

## Trongphối màu hấp thụ
Màu vàng là một trong số các màu gốc trong hệ màu CMY (hay CMYK, dùng trong in ấn, sơn, nhuộm...), và màu bù của nó là màu xanh lam của hệ màu RGB. Tuy nhiên, vì các đặc trưng của các chất màu hay sơn sử dụng trong quá khứ,các thợ sơn hay họa sĩ thông thường nói tới phần bù của nó là màu tía.

## Sử dụng, biểu tượng, diễn giải thông thường
Phần này có thể chứa đựng một lượng văn hoá Anh Mỹ thiên lệch,do dịch từ trang tiếng Anh. Nếu có thể xin bạn giúp sửa chữa
- Màu vàng là một màu sáng gây cảm giác vui vẻ, nhưng trong tiếng Anh, màu vàng làm cho người ta nghĩ tới bệnh vàng da và tính nhút nhát. Trong tiếng lóng Mỹ, sự nhút nhát được nói như là "yellow belly". Nó cũng có nghĩa như là một điều gì đó bại hoại, chẳng hạn như trong câu "yellow journalism" (có thể được hiểu bằng cụm từ "báo lá cải" để chỉ loại báo chí thiếu nghiêm trọng).
- Ban nhạc Coldplay đã ghi một bài hát phổ biến là Yellow ("vàng"); ban nhạc The Beatles có bài hát tên là Yellow Submarine ("Tàu ngầm vàng"); ca sĩ Donovan có bài hát là Mellow Yellow ("Màu vàng êm dịu").
- Màu vàng là biểu tượng cho Hoàng đế Trung Hoa và hoàng tộc Trung Quốc cũng như đối với các quốc gia chịu ảnh hưởng của nền văn minh Trung Hoa như Việt Nam, Nhật Bản v.v dưới thời phong kiến. Những người dân thường cũng như quan lại các cấp không được sử dụng màu vàng. Ngày nay việc sử dụng màu này không còn bị cấm đoán như vậy nữa. Nó cũng là màu của Tân Đảng tại Đài Loan.
- Có nhiều bút chì được sơn màu vàng vì mối liên hệ của nó với Trung Quốc, khu vực mà than chì tốt nhất được tìm thấy. Chỉ có bút chì với than chì của Trung Quốc được sơn màu vàng.
- Tại Mỹ trong thế kỷ 20, những người nhập cư từ Trung Quốc và Đông Á được nói tới một cách miệt thị như là Yellow peril ("mối đe dọa màu vàng"), có lẽ ám chỉ tới màu da.
- Màu vàng, trong các tổ chức chính trị quốc tế, là màu sắc của những người theo chủ nghĩa tự do.
- Ở một số quốc gia, xe taxi được sơn màu vàng. Thực tế này bắt đầu từ thành phố New York, khi ở đó taxi do Harry N. Allen sở hữu được sơn màu vàng sau khi biết rằng màu vàng là màu dễ nhìn thấy nhất khi ở xa.
- Tại Canada và Mỹ, các xe buýt dành cho các trường học gần như thống nhất được sơn màu vàng (thông thường được nhắc đến như là "school bus yellow") vì mục đích dễ nhận thấy và an toàn. Những người điều hành hệ thống xe buýt của Anh chẳng hạn như FirstGroup đang cố gắng giới thiệu khái niệm này ở đó. "Màu vàng Caterpillar" và "màu vàng tầm nhin xa lớn" được sử dụng cho các thiết bị xây dựng đường cao tốc.
- Trong môn đua ô tô, cờ hiệu màu vàng báo hiệu sự thận trọng. Các ô tô không được phép vượt nhau khi có cờ hiệu vàng.
- Các "trang vàng" (yellow pages) là một phần của danh bạ điện thoại hay danh bạ điện thoại trực tuyến để liệt kê các số quan trọng theo thể loại. Chúng được gọi như vậy do chúng được in trên giấy màu vàng thay vì trên giấy thông thường.
- Bánh vàng (hay yellow cake, cũng được biết như là urania và oxide uran) là phần tinh chế của oxide uran, thu được trong quá trình nghiền quặng uran. Yellowcake được sử dụng để làm nhiên liệu cho các lò phản ứng nguyên tử và trong làm giàu uran, một trong các bước quan trọng để chế tạo các vũ khí nguyên tử.
- Hoa hồng vàng Texas, hay "hoa vàng Harison" lần đầu tiên nở hoa tại thành phố New York trong những năm thập niên 1830.
- Màu vàng là màu của quả bi của môn bi da snooker có giá trị là hai điểm và là màu của bi số 1 (bi trơn) và bi số 9 (bi sọc) trong pool.
- Màu vàng cũng là màu của các xe jíp cũ.
- Khi màu vàng trộn với màu xanh lá cây, nó tạo thành màu vàng chanh (tiếng Anh: lime)
- Màu vàng là màu người Ai Cập cổ đại yêu thích nhất (màu của kim loại vàng)

## Tọa độ màu
'Số Hex = #FFFF00
RGB (r, g, b) = (255, 255, 0)
CMYK (c, m, y, k) = (0, 0, 100, 0)
HSV (h, s, v) = (60, 100, 100)

## Từ nguyên
Từ vàng trong tiếng Việt bắt nguồn từ từ tiếng Hán thượng cổ 黃 (có nghĩa là màu vàng). William H. Baxter và Laurent Sagart phục nguyên âm tiếng Hán thượng cổ của từ 黃 là /*N-kʷˤaŋ/. Chữ Hán 黃 có âm Hán Việt là hoàng.